# Lalitā

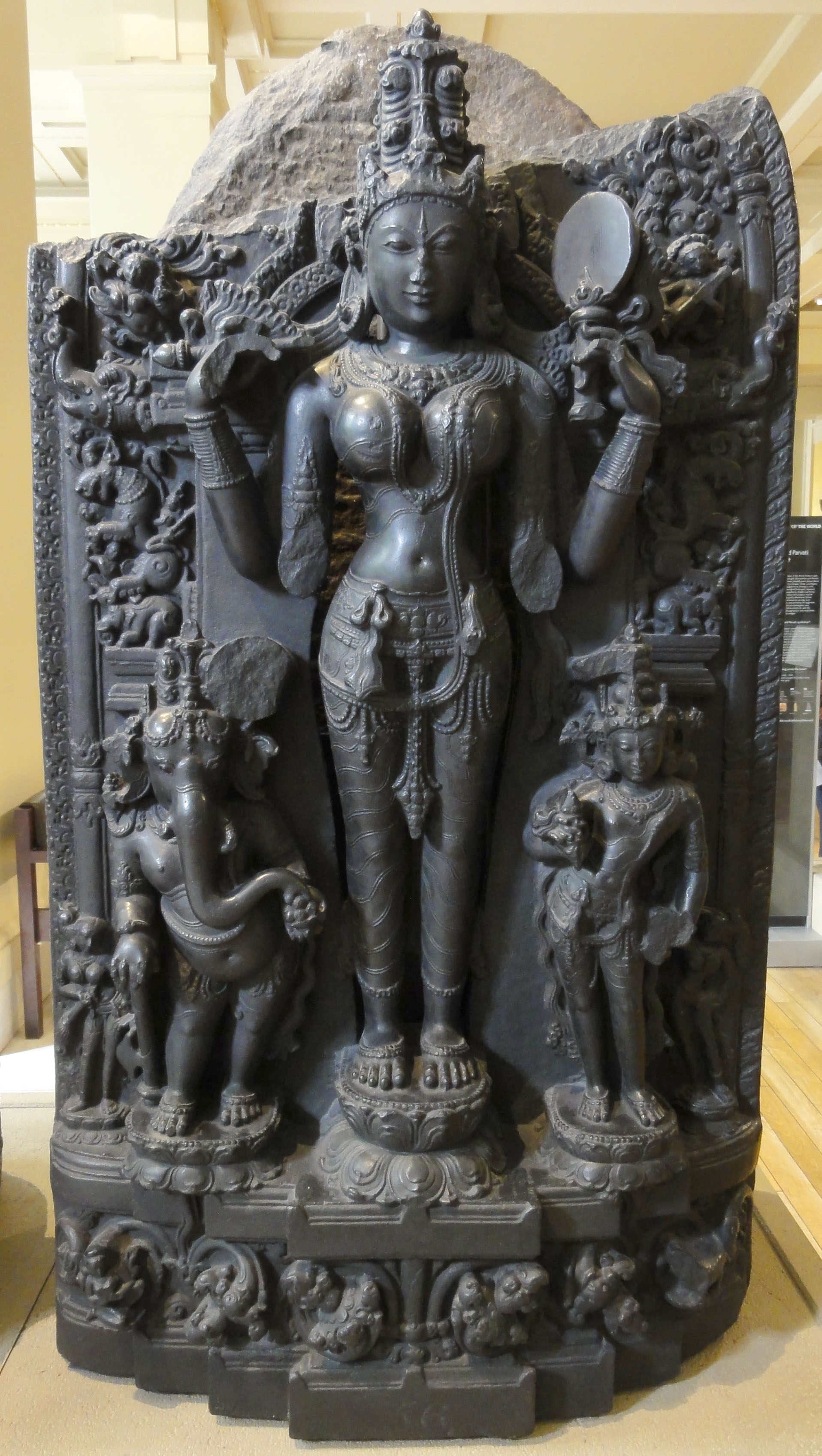
Statue en basalte de Lalitā (British Museum).

Lalitā (sanskrit IAST), la « Bien-aimée, Charmante », aussi appelée Tripurasundarī, « Splendeur des trois villes (au-delà du mirage de Māyā) » est dans le shaktisme une manifestation tantrique de la déesse Durgā ou Pārvatī, symbolisant la « Joie Divine imprégnant l'Univers ».
Lalita (en) est aussi le nom d'une gopi.

## Textes
Le Brahmanda Purana (en) consacre pratiquement tout le livre IV à l'histoire de Lalitā. 
Le Lalitā Trishati (Les 300 noms de Lalitā) est un commentaire attribué à Adi Shankara.

## Culte
Le culte de Lalitā est réalisé par l'intermédiaire d'offrandes (pūjā), méditations sur un shri yantra et récitations d'un mantra.
En tant que Devī, par rapport à la déesse Kālī, l'adoration de Lalitā serait plus répandue dans les milieux hindous cultivés et orthodoxes.
Elle est fêtée durant Navratri.

## Iconographie

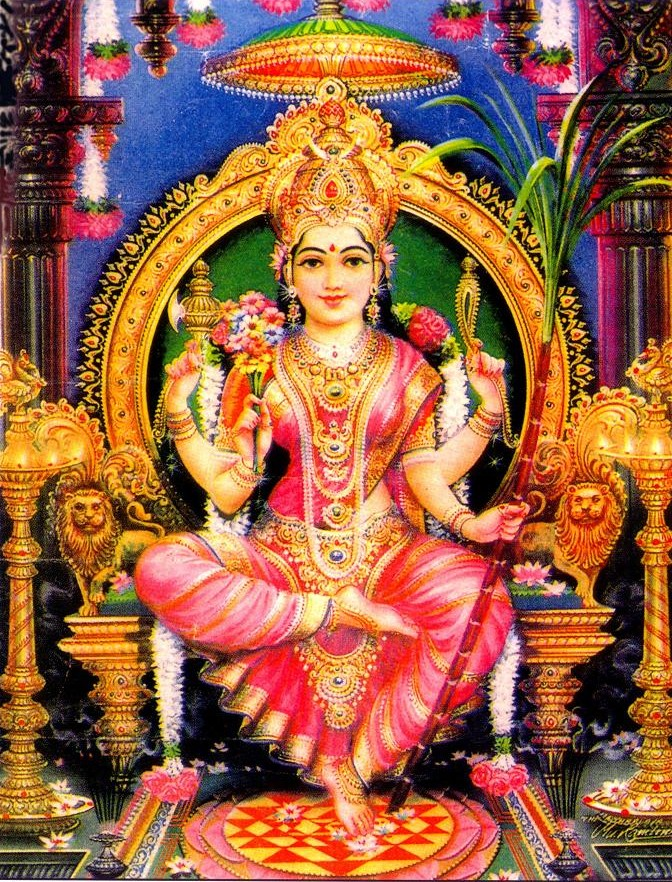
Représentation populaire dans les années 1920.

La déesse a quatre bras qui tiennent un arc en canne à sucre (symbole du manas), des flèches de fleurs (symbole du monde sensible), un filet (symbole du désir) et une massue (symbole de la colère).